# Alexis Blin
Alexis Blin (* 16. September 1996 in Le Mans) ist ein französischer Fußballspieler auf der Position eines Mittelfeldspielers. Seit 2024 steht er im Profiaufgebot des italienischen Zweitligisten FC Palermo. Des Weiteren spielte er mehrfach für französische Nachwuchsnationalmannschaften.

## Vereinskarriere
Der in der Großstadt Le Mans geborene Blin begann seine Karriere als Fußballspieler im Jahre 2002 beim Fußballklub aus La Bazoge, einem kleinen Vorort nördlich von Le Mans. Dort durchlief er bis 2007 sämtliche Jugendspielklassen, ehe er in diesem Jahr in den Nachwuchsbereich des damaligen französischen Erstligisten Le Mans FC wechselte, wo er fortan in den verschiedensten Jugendmannschaften zum Einsatz kam. In der Saison 2012/13 gab der Mittelfeldakteur in der CFA, der vierthöchsten Fußballliga des Landes, seine Pflichtspieldebüt in einer Herrenmannschaft, als er beim 2:0-Heimsieg über GSI Pontivy ab der 84. Spielminute für Anthony Derouard auf den Rasen kam. Für das Reserveteam kam er in weiterer Folge bis zum Saisonende, an dem die Mannschaft auf dem elften Tabellenplatz rangierte, auf insgesamt sieben Meisterschaftseinsätze.
Gleich im Anschluss auf diese Saison wechselte Alexis Blin in die Jugendabteilung des Ligue-1-Vereins FC Toulouse, bei dem er vorerst im Nachwuchs eingesetzt wurde, es jedoch auch zu regelmäßig werdenden Einsätzen im Reserveteam mit Spielbetrieb in der französischen Fünftklassigkeit (CFA 2) brachte. So spielte er mit FC Toulouse B um den Aufstieg in die nächsthöhere Spielklasse und rangierte am Saisonende 2013/14 nach zehn absolvierten Spielen auf dem vierten Tabellenrang der Gruppe F. Auch in der nachfolgenden Spielzeit 2014/15 kam Blin abwechseln im Nachwuchs und in der B-Mannschaft zum Einsatz. Mit dieser war er abermals im Aufstiegskampf verwickelt, erreichte aber mit dem Team erneut nur den vierten Platz im Endklassement der Gruppe H der CFA 2. Selbst kam er dabei als Stammkraft in elf Ligapartien zum Einsatz, wobei er in jeder Begegnung über die volle Spieldauer am Rasen stand.
Des Weiteren kam er 2014/15 zu seinen ersten Pflichtspieleinsätzen für das Profiteam. Nachdem er bereits am 14. Dezember 2014 bei der 0:3-Auswärtsniederlage gegen den OSC Lille erstmals während eines Erstligaspiels ohne Einsatz auf der Ersatzbank saß, gab er am 11. Januar 2015 bei der 0:3-Auswärtspleite gegen Olympique Lyon sein Profidebüt im zentralen Mittelfeld, als er von Trainer und Toulouse-Rekordspieler Dominique Arribagé über die volle Spieldauer eingesetzt wurde. Mit dem Team war er bis zuletzt in den Abstiegskampf verwickelt, konnte mit der Mannschaft aber gerade noch mit dem 17. Platz den Abstieg abwenden. Selbst kam er in sechs Ligapartien der Ligue 1 zum Einsatz und saß in weiteren acht Partien ohne Einsatz auf der Ersatzbank.
Im Sommer 2018 verließ der Franzose Toulouse zunächst für ein Jahr und schloss sich dem SC Amiens auf Leihbasis an. Nach Ablauf der Leihe verpflichtete der Verein den Spieler fest. Dort verblieb er im Anschluss zwei weitere Jahre, bevor er im Juli 2021 sein Heimatland erstmals hinter sich ließ und zur US Lecce nach Italien wechselte. Nach drei Jahren in Lecce wechselte er in die Serie B zum FC Palermo.

## Nationalmannschaftskarriere

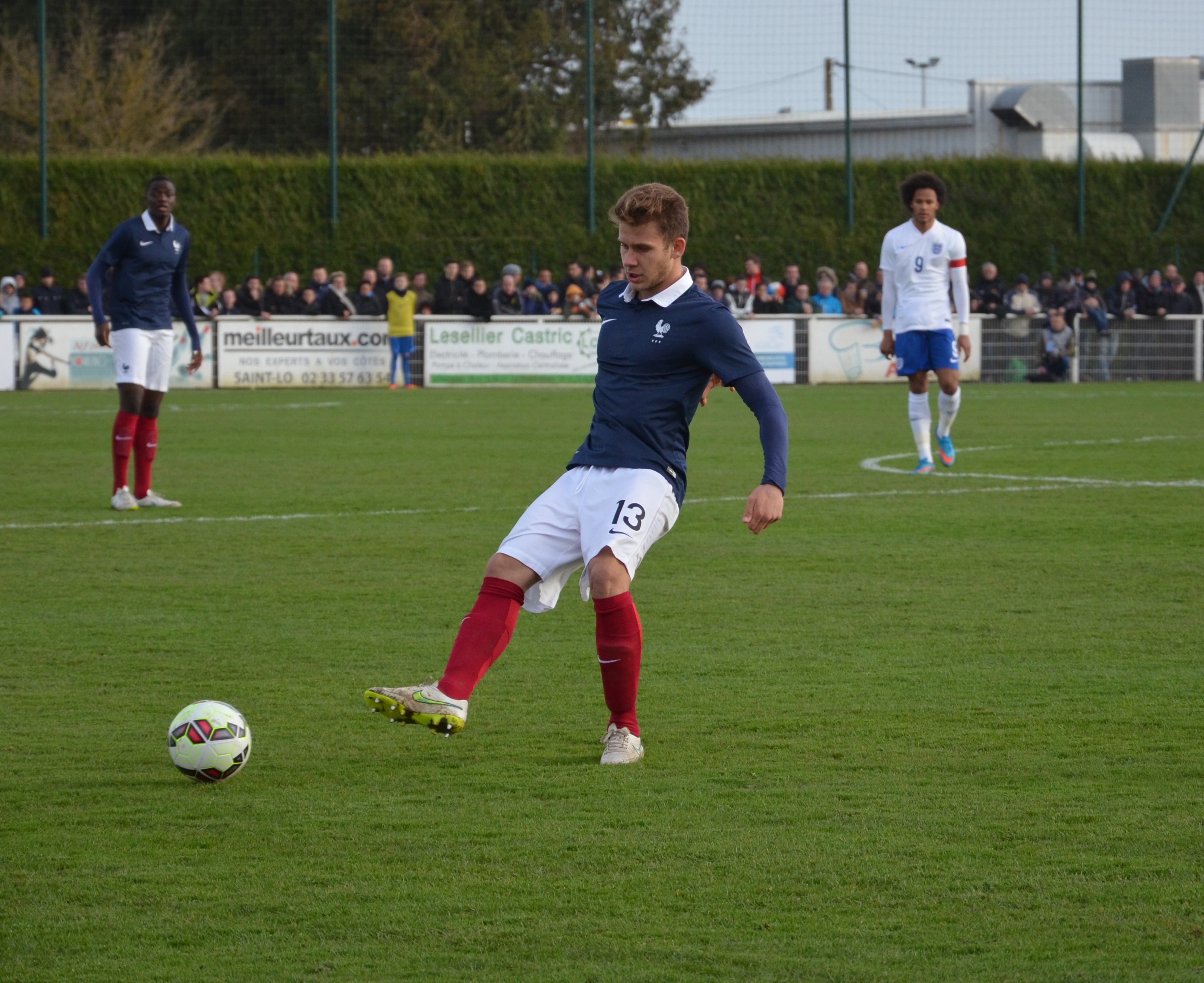
Alexis Blin im Einsatz für die französische U-19-Nationalmannschaft (2015)

Sein Debüt in einer französischen Nachwuchsnationalmannschaft gab Alexis Blin im Jahre 2013, als er erstmals für die U-17-Nationalmannschaft seines Heimatlandes in Erscheinung trat. Dabei spielte er beim 2:0-Erfolg im Freundschaftsspiel über die Alterskollegen aus Israel am 29. Januar 2013 über die volle Matchdauer durch. Nach einem weiteren Länderspieleinsatz gegen Israel zwei Tage später absolvierte er für das Team im März desselben Jahres zwei Qualifikationsspiele der Eliterunde zur U-17 EM 2013, in der er später jedoch nicht eingesetzt wurde.
Etwa eineinhalb Jahre später debütierte er schließlich am 4. September 2014 in einem freundschaftlichen Länderspiel gegen Serbien für die französische U-19-Auswahl, wobei er in Minute 76 für Samed Kılıç auf den Rasen kam. Bei einem 7:0-Kantersieg in einem Freundschaftsspiel gegen Nachbar Belgien erzielte er bei seinem dritten U-19-Länderspiel am 8. September 2014 das erste Tor für sein Heimatland. Nach einigen Freundschaftsspielen und Qualifikationsspielen zur U-19-EM wurde er im Juni 2015 von Patrick Gonfalone für die zwischen 6. und 19. Juli in Griechenland stattfindende U-19-EM-Endrunde in die französische Auswahl einberufen. Bis dato (Stand: 14. Juli 2015) wurde Blin bei zwei der drei Gruppensiegen seines Landes eingesetzt und steht mit der Mannschaft aktuell im Halbfinale. Insgesamt kam Alexis Blin bis dato (Stand: 14. Juli 2015) in 14 U-19-Länderspielen zum Einsatz und erzielte dabei ein Tor.